# Diskoider Lupus erythematodes (Tiermedizin)

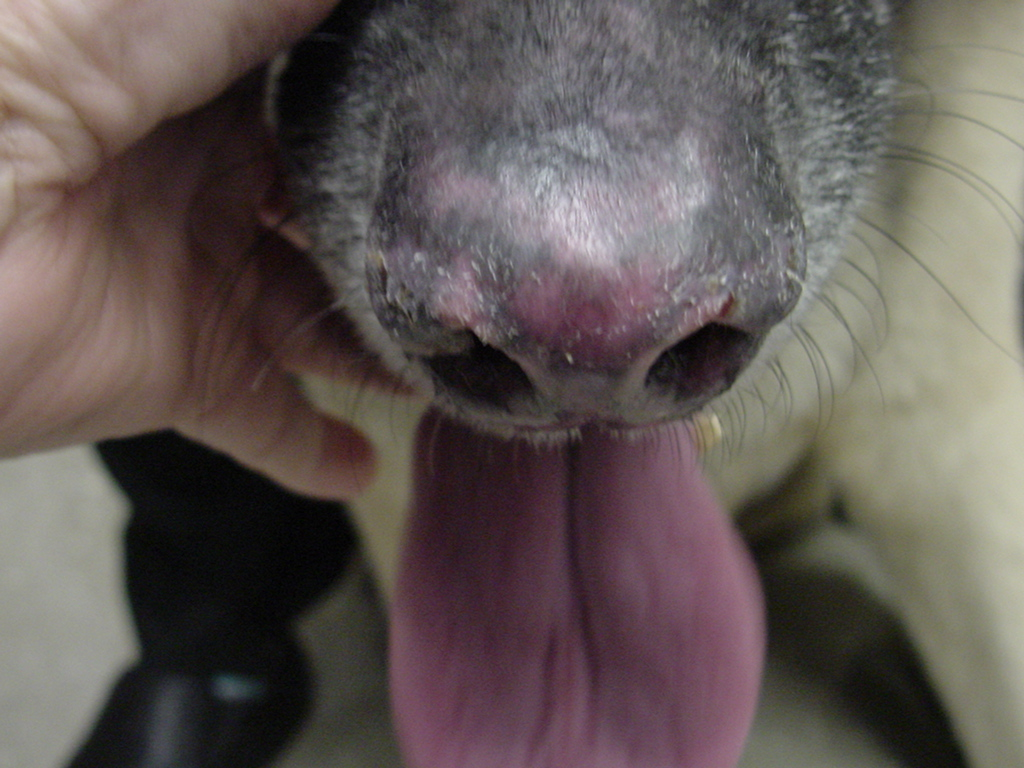
DLE bei einem Hund: Pigmentverlust, Rötung und Verlust der Furchung des Nasenspiegels

Als Diskoiden Lupus erythematodes (DLE) bezeichnet man in der Tiermedizin die Hautform des Lupus erythematodes, einer Autoimmunerkrankung. Er manifestiert sich vor allem am Nasenspiegel und entspricht weitgehend dem Chronisch Diskoiden Lupus erythematodes (CDLE) des Menschen.

## Vorkommen
Der Diskoide Lupus erythematodes tritt bei Hauskatzen und Haushunden auf. Bei Hunden wird eine Häufung bei Schäferhunden (Deutscher Schäferhund, Belgischer Schäferhund, Collie, Shetland Sheepdog), Siberian Husky, Epagneul Breton und Deutsch Kurzhaar beschrieben.
Die Hauptmanifestation ist am Nasenspiegel. Seltener sind die Haut-Schleimhaut-Übergänge am Maul und Auge, die Ohrmuschel, Vulva und Hodensack oder die Extremitäten betroffen.
Die Erkrankung zeigt häufig eine jahreszeitliche Dynamik. Im Sommer sind infolge direkter Sonneneinstrahlung die Symptome ausgeprägter.

## Klinik

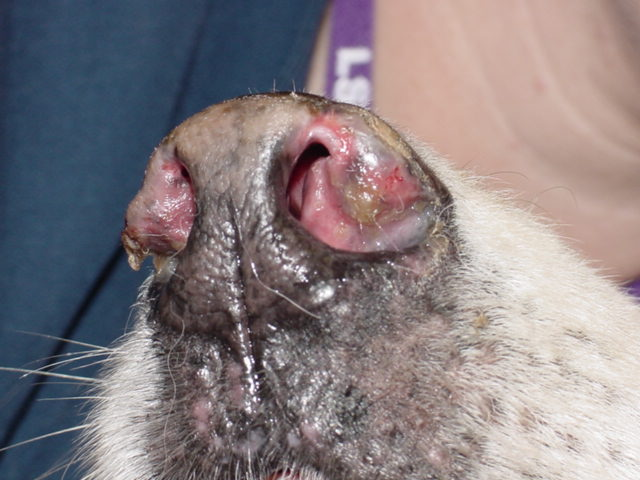
Fortgeschrittener DLE bei einem Hund

Die primären Hautveränderungen des DLE sind Pigmentverlust (Hypopigmentierung) und Hautrötung. Durch ein Ödem verstreichen die Furchen des Nasenspiegels und erscheinen somit glatt. Im weiteren Verlauf entstehen Erosionen, Geschwüre, Krusten und an behaarten Stellen auch Haarausfall. An Nasenspiegel und Ballen kann eine Hyperkeratose auftreten. Neben Hypopigmentierung kann sich auch eine übermäßige Pigmenteinlagerung (Hyperpigmentierung) entwickeln.
Bei Katzen manifestiert sich ein DLE vor allem an der Ohrmuschel mit Rötung, Geschwüren, Krusten und Schuppen.
Differentialdiagnostisch sind vor allem Pyodermie, Leishmaniose, Dermatomyositis, Pemphigus vulgaris und Pemphigus erythematosus. Die Diagnose wird anhand einer Hautbiopsie gestellt.

## Therapie
Eine Therapie ist im Regelfall lebenslang notwendig. Da die DLE häufig durch bakterielle Sekundärinfektionen verkompliziert ist, ist eine Behandlung mit Staphylokokken-wirksamen Antibiotika sinnvoll. Beim DLE reicht in den Wintermonaten oft eine lokale Anwendung von entzündungshemmenden Salben (Hydrocortison, Betamethason, Fluocinolon, Amcinolon).
Bei Nichtansprechen einer lokalen Therapie muss eine systemische Therapie durchgeführt werden. Bei Hunden wird dabei eine Kombination von Tetracyclin und Nicotinamid als Therapie der Wahl angesehen, die eventuell mit einer lokalen Therapie ergänzt wird. Hochgradige DLE können mit einer Immunsuppression mit Glucocorticoiden angegangen werden. Allerdings ist diese stets mit Nebenwirkungen verbunden (bei Hunden iatrogenes Cushing-Syndrom, bei Katzen gelegentlich Diabetes mellitus). Bei Hunden kann auch Azathioprin eingesetzt werden. Bei Katzen ist Azathioprin kontraindiziert (tödlicher Knochenmarkschwund), hier kann Chlorambucil versucht werden.